# NGC 269
NGC 269 ist ein offener Sternhaufen im Sternbild Tukan in der kleinen Magellanschen Wolke.
NGC 269 wurde am 5. November 1836 von dem britischen Astronomen John Frederick William Herschel entdeckt.